# Guy Gardner
Guy Spence Gardner (ur. 6 stycznia 1948 w Altaviście w Wirginii) – amerykański oficer lotnictwa i astronauta.

## Życiorys
W 1965 ukończył szkołę w Alexandrii, a w 1969 studia astronautyczne, matematyczne i inżynieryjne na United States Air Force Academy, w 1970 został magistrem astronautyki na Purdue University. Ukończył kursy pilotażu w Craig Air Force Base w Arizonie i w MacDill Air Force Base na Florydzie (1971). W 1972 podczas stacjonowania w Azji Południowo-Wschodniej brał udział w 177 misjach bojowych, po powrocie do kraju był instruktorem i pilotem w Seymour Johnson Air Force Base w Karolinie Północnej, 1975-1976 uczył się w szkole pilotów doświadczalnych w Edwards Air Force Base w Kalifornii, po czym został instruktorem w szkole pilotów doświadczalnych. 19 maja 1980 został wybrany przez NASA kandydatem na astronautę, później pracował w stacji wahadłowców kosmicznych, w 1984 został wyznaczony pilotem wahadłowca kosmicznego. Od 2 do 6 grudnia 1988 jako pilot brał udział w misji STS-27 trwającej 4 dni, 9 godzin i 5 minut. Wyniesiono wówczas na orbitę wojskowego satelitę rozpoznania radarowego Lacrosse 1. Od 2 do 11 grudnia 1990 był pilotem misji STS-35 trwającej 8 dni, 23 godziny i 5 minut. Obserwowano wtedy przestrzeń kosmiczną w ultrafiolecie i promieniowaniu rentgenowskim za pomocą obserwatorium ASTRO-1 umieszczonego w ładowni wahadłowca, składającego się z czterech oddzielnych teleskopów. Łącznie Gardner spędził w kosmosie 13 dni, 8 godzin i 10 minut. W czerwcu 1991 opuścił NASA.
Stowarzyszenie Uczestników Lotów Kosmicznych (Association of Space Explorers) przyznało mu Universal Astronaut Insignia za lot orbitalny (nr 210).